# Bánkuti László
Bánkuti László (Budafok, 1944. október 1. – 2013. március 19.) labdarúgó, edző. Az 1963-64-es Kupagyőztesek Európa-kupája döntőjéig jutott MTK csapatának tagja. A sportsajtóban Bánkuti I néven ismert. Testvére Bánkuti István, az Újpesti Dózsa labdarúgója. Édesapjuk Béldi-Beer néven az 1930-as években a Budafok és a Törekvés csapatában szerepelt az NB I-ben.

## Pályafutása

### Klubcsapatban
1963-ig a Budafoki MTE játékosa volt. Ezután két idényen át az MTK-nál szerepelt, ahol tagja a KEK döntőt elvesztő csapatnak, a portugál Sporting Lisszabon ellen. Az első mérkőzésen 3-3 lett az eredmény Brüsszelben, a megismételt döntőn egy szögletből rúgott góllal nyertek a portugálok 1-0-ra. A KEK sorozatban 1 mérkőzésen szerepelt, a döntőkön nem játszott. Az MTK összesen 4 bajnoki mérkőzésen lépett pályára.
Ezután ismét a Budafok játékosa lett 1968-ig, ahonnan Egerbe szerződött, ahol 20 bajnoki mérkőzésen játszott. 1975-ben itt fejezte be az aktív labdarúgást.

### Edzőként
1975-től edzőként dolgozott. 1981-ig az Egri Dózsánál, majd három idényen át a Hódgép-Metripond SE-nél. 1984 és 1986 között a másodosztályú Diósgyőri VTK vezetőedzője volt. Ezt követően két idényt Ózdon dolgozott, majd visszatért Egerbe három szezonra az Eger SE-hez. 1991–1992-es idényben az Ózdi Kohász edzője volt ismét.

## Sikerei, díjai

### Játékosként
- Kupagyőztesek Európa-kupája (KEK)
  - döntős: 1963–1964